# Nathalie Lawhead
Nathalie Lawhead é uma net artista e designer de jogos eletrônicos independente. Atualmente mora em Irvine, Califórnia.
A formação de Lawhead é em net art, e suas produções frequentemente invocam a iconografia da web e computação da década de 1990, particularmente em momentos de falha técnica, incluindo imagens lo-fi pixeladas, falhas, anúncios pop-up e mensagens de erro. Tetrageddon Games é uma compilação de jogos experimentais curtos que subvertem as normas do bom gosto na web e na estética de jogos. Seu projeto mais recente, Everything is Going to be OK, foi descrito por Lawhead como uma "zine interativa," o qual combina poemas curtos, jogos e animações para expressar suas experiências pessoais com traumas. 
Lawhead foi o alvo de abuso e assédio online e offline após sua discussão sobre o jogo Everything is Going to be OK no evento digital Day of the Devs da Double Fine, e sofreu mais assédios após publicar um artigo intitulado A cultura do YouTube está colocando as crianças contra jogos artísticos no site VentureBeat, onde discute suas experiências com assédio. Como resultado desse assédio, Lawhead revisou e expandiu ainda mais o seu projeto Everything is Going to be OK para incluir essas experiências e comentar sobre como a cultura de jogos eletrônicos, e a cultura em geral, valida os abusadores.

## Prêmios
- 2015 – Venceu o Prêmio Nuovo da IGF por Tetrageddon Games[6]
- 2017 – Venceu o Prêmio Interaction da Indiecade por Everything is Going to Be OK[7]
- 2017 – Venceu o Prêmio Digital Moment da A MAZE por Everything is Going to Be OK[8]
- 2018 – Finalista do Prêmio Nuovo da IGF por Everything is Going to Be OK[9]
- 2018 – Menção Honrosa, Grande Prêmio Seamus McNally por Everything is Going to Be OK

## Obras notáveis
- RUNONCE (remember_me) (2019): Um pet digital interativo que conversa com o usuário, mas pode viver somente uma vez no computador do usuário, após o qual o programa não pode ser executado novamente.[10]
- A_DESKTOP_LOVE_STORY (2018): Uma breve narrativa contada dentro de um sistema de arquivos, onde um arquivo tem uma queda por outro arquivo, e o usuário é encarregado de navegar por diretórios e arquivos no sistema operacional para facilitar seu relacionamento.[11]
- Electric File Monitor (2018): Um 'sistema de segurança digital' satírico que escaneia o disco rígido do usuário e o acusa de várias "transgressões", sobre as quais o usuário pode "interrogá-los".[12]
- Everything is Going to Be OK (2017): O projeto mais premiado de Lawhead, uma zine digital que apresenta uma série de pequenas vinhetas interativas e animadas, confrontando questões de dificuldades, poder e abuso, com humor anárquico.[13]
- Tetrageddon Games (2016): Coleção premiada de Lawhead de jogos curtos, humorísticos e experimentais que se baseiam na estética dos primórdios da Internet. A Tetrageddon Games foi incluída no número 19 da Communication Arts, e a jurada da Communication Arts, Sophie Henry, a descreveu como "uma das peças de arte interativa mais interessantes que já vi". [2]
- Mackerelmedia Fish (2020): jogo do tipo ARG com conexões a muitos dos trabalhos anteriores de Lawhead.